# Burgstall Böheimstein
Der Burgstall Böheimstein, früher auch Burg Pegnitz genannt, war eine vermutlich erst im Spätmittelalter von den Landgrafen von Leuchtenberg gegründete Burg auf dem Schlossberg über der Stadt Pegnitz im oberfränkischen
Landkreis Bayreuth in Bayern.
Der Burgstall der Gipfelburg ist frei zugänglich und dient mit dem 1923 errichteten Aussichtsturm als Aussichtspunkt.

## Geographische Lage
Die Reste der ehemaligen Burg liegen auf dem Gipfel des 543 Meter hohen Schlossberges, ca. 500 Meter westlich des Marktplatzes der Stadt Pegnitz im Naturpark Fränkische Schweiz-Veldensteiner Forst.
Man kann den Schlossberg mit dem 1873 freigelegten Burgstall und den Aussichtsturm auf Wanderwegen von Pegnitz aus gut erreichen.
In der Nähe, in westlicher Richtung, befindet sich die Burgruine Hollenberg, noch etwas weiter die Burg Pottenstein. In nordwestlicher Richtung liegt der Burgstall Wartberg auf dem Warenberg, im Südosten die Burgruine Steinamwasser und im Süden der Burgstall Stein in der gleichnamigen Ortschaft.
Auch am Fuß des Schlossberges im Bereich der Stadt Pegnitz stand noch eine Burg. Sie wurde 1408 zum ersten Mal erwähnt: „ein Wal unter Böheimstein gelegen“. Auf ihr saß vermutlich ein „Gotescalc von Paichinze“, der 1179 urkundlich genannt wurde. Von dieser Burg ist aber nichts mehr zu sehen.

## Geschichte der Burg
Im Jahr 1347 fiel den Landgrafen von Leuchtenberg aufgrund des Aussterbens der vorherigen Besitzer, der Schlüsselberger, durch den Tod von Konrad II. von Schlüsselberg auf der Burg Neideck unter anderem die Ortschaft Pegnitz zu, von der damals nur die Altstadt bestand. Die Leuchtenberger bauten ihr neues Territorium aus, indem sie zwischen 1347 und 1357 als wirtschaftliches Zentrum die Pegnitzer Neustadt erbauten. Man kann davon ausgehen, dass sie in den zehn Jahren ihrer Herrschaft auch die Burg Pegnitz auf dem Schlossberg errichteten, denn als die Landgrafen ihr Gebiet um die Stadt Pegnitz 1357 an Kaiser Karl IV. verkauften, wurde in den Verkaufsurkunden mehrmals von einer Veste, also einer Burg, geschrieben.
Gegen eine Errichtung der Burg unter Kaiser Karl spricht auch, dass er zwischen dem Erwerb des Gebietes um Pegnitz am 16. November 1357 und der Ersterwähnung am 25. Juni 1358 als „Böheimstein“ nur sieben bis acht Monate, zumal auch noch über den Winter, Zeit dazu gehabt hätte, in der damals keine Burg errichtet, sondern bestenfalls ausgebaut werden konnte.
Unter Kaiser Karl, der auch König von Böhmen war, wurde die Burg in Böheimstein umbenannt, der Name sollte wohl sein neuböhmisches Reich verherrlichen. Kaiser Karl ließ Burg Böheimstein verstärken, auch ein Bergfried wurde, vielleicht an der Stelle des heutigen Aussichtsturmes, errichtet. Neben der Burg Hollenberg wurde auch Böheimstein Amtssitz. Der erste böhmische Pfleger kam aus dem Geschlecht der Stiebar von Buttenheim.
Nach dem Tode Kaiser Karls 1378 kam es unter anderem im Städtekrieg zu häufigen Besitzerwechseln der Burg, aus denen die Burggrafen von Nürnberg 1402 als neue Besitzer hervorgingen, die 1417 zu den Markgrafen von Brandenburg-Kulmbach wurden. Die Hohenzollern richteten ebenfalls von 1405 bis 1553 auf der Burg einen Sitz des Amtes Böheimstein ein.
Während der häufigen kriegerischen Auseinandersetzungen im Städtekrieg, der Einfälle der Hussiten, im Ersten Markgrafenkrieg, des Fürstenkrieges 1460 bis 1462 und des Bauernkrieges wurde immer nur die Stadt Pegnitz verwüstet, nicht aber die Burg Böheimstein.
Das Ende der Burg kam im Zweiten Markgrafenkrieg, in dem Albrecht II. Alcibiades unter anderen gegen die Reichsstadt Nürnberg zog. Die Nürnberger Truppen unter Haug von Parsberg belagerten die markgräfliche Burg am 26. Juni 1553 und schossen sie am nächsten Tag sturmreif. Tags darauf ergaben sich die Verteidiger und die Burg wurde ausgeplündert und verbrannt.
Nach der Zerstörung der Burg Böheimstein wurde der Amtssitz in das Altenstädter Schloss in Pegnitz verlegt.

## Beschreibung des Burgstalls
Johann Christoph Stierlein fertigte 1792 eine maßstabsgetreue topografische Karte der Burgruine und ihrer näheren Umgebung. Er erkannte deutliche durchgehende Spuren mehrerer Grundmauern und einen Graben.